# روبيه توركوين
نادي روبيه توركوين (بالفرنسية: CO Roubaix-Tourcoing)‏ هو نادي كرة قدم فرنسي، تأسس في سنة 1945 لكنه انحل عام 1970.
استطاع أن يفوز بلقب الدوري الفرنسي لمرة وحيدة، كانت في موسم 1945-46.